# 木下富美子
木下 富美子（きのした ふみこ、1966年10月13日 - ）は、日本の政治家。元東京都議会議員（2期）。活動名および議員名簿上の表記は木下 ふみこ。

## 来歴

### 生い立ち・学生時代
愛知県名古屋市に生まれた。出身地は同市千種区とされる。自由ヶ丘幼稚園、名古屋市立富士見台小学校、名古屋市立千種台中学校、名古屋市立向陽高等学校と、幼稚園から高校まで地元で過ごし、1985年、東京外国語大学外国語学部スペイン語学科入学を機に上京。1年間休学し、アルバイトで貯めた資金で渡西。マドリードにてスペイン語・スペイン文化を学ぶ。通訳案内士（英語）の資格を取得。

### 博報堂勤務時代
1990年、株式会社博報堂入社。入社4年目から3年間香川県高松市に赴任。1999年、出産・育児に伴う休業を経て広報室に復帰。2003年に当時環境大臣であった小池百合子が手掛けた地球温暖化対策国民運動「クールビズ」キャンペーンに参画。地域ブランディングを専門とする「地ブランド」プロジェクトを立ち上げる。「みんなの力で未来を創る」に携わる。2012年〜14年内閣府男女共同参画局に出向。女性の活躍促進政策、ダイバーシティ政策の企画立案を担当。広報の責任者を務める。2015年〜17年内閣官房まち・ひと・しごと創生本部より派遣され、北海道江差町顧問（非常勤）となる。豊島区長主催のとしまF1会議出席がきっかけとなり、2015年、豊島区国際アート＆カルチャー都市懇話会委員に就任。
2016年10月、小池百合子都知事が主宰する政治塾「希望の塾」が開講。同塾に入塾。

### 東京都議会議員
2017年3月28日、都民ファーストの会は2017年東京都議会議員選挙の板橋区選挙区に下村博文の元秘書の平慶翔を擁立したと発表。さらに4月21日、木下を同選挙区の2人目の公認候補に決定した。同年7月2日に行われた都議選に同選挙区より立候補し、得票数（39,230票）1位にて初当選した（平も3位で当選）。同月23日、東京都議会議員に就任。同年、東京都議会都市整備委員会委員、東京都男女平等参画審議会委員、板橋区消防団運営委員会委員に選任。2018年、都民ファーストの会東京都議団副幹事長就任、東京都議会厚生委員会委員、東京都観光事業審議会委員。2019年、都民ファーストの会東京都議団副政調会長就任、東京都議会厚生委員会理事、東京都消費生活審議会委員。2020年、東京都議会総務委員会委員、東京都動物愛護審議会委員、東京都中小企業対策審議会委員を歴任。
東京大学大学院都市工学専攻「都市持続再生学コース」（東大まちづくり大学院）に入学、2022年2月現在同コース修士課程1年に在学中。

### 2期目の再選直後に浮上した進退問題
2021年7月4日に行われた東京都議会議員選挙で都民ファーストの会は、前述の平慶翔を板橋区選挙区から千代田区選挙区に国替えさせ
、木下はそのままとした。投開票の結果、得票数（29,767票）3位で再選した。
しかし、投開票翌日の5日に、後述の選挙期間中の無免許運転事故が報道で明らかになった。都民ファーストの会はこれを受け「明確な法律違反で、公人としてあるまじき行為」とした上で、7月6日付で木下を除名処分とした。
7月15日、自民・公明・共産・立憲民主の各党および一人会派は、木下に対する議員辞職勧告決議案を共同提出する方針を固めた。都民ファーストの会も同調し、改選後の任期初日の7月23日の臨時会で全会一致で可決された。木下はこの日の臨時会も欠席した。
9月4日、東京新聞は、木下が当選後一度も公の場に姿を見せていないこと、木下が立ち上げた一人会派「SDGs東京」の控室のラックが未回収の郵便物や配布資料で山積みになっていること、木下には議員報酬81万7600円と政務活動費50万円が2か月分、計約264万円が支払われたことなどを報じた。都議会には、木下の議員の身分を失わせる除名決議を求める陳情が出されている。
9月17日、警視庁は自動車運転死傷処罰法違反（無免許過失運転致傷）や道路交通法違反（報告義務違反）の疑いで木下を書類送検した。
9月28日、都議会は木下に対する2度目の辞職勧告決議案を全会一致で可決。これに対し木下は同日、ホームページにて議員継続を表明。
10月4日、都議会は正副議長名で、木下に対し、議長室に訪れ見解を明らかにするよう「召喚状」を送った。10月11日、木下は召喚状は受け取らず、メールで「体調が戻らないので、議会に行く見込みが立たない」と回答した。10月13日、木下は一度も姿を現さないまま都議会定例会が閉会した。
10月14日、都議会は木下に2度目の召喚状を送付。
11月5日、都議会は木下に3度目の召喚状を送付。
11月9日、この日、木下は再選後初めて登庁、公の場に姿を見せた。その際に面会した三宅茂樹議長から辞職勧告を受けたが、議員活動を継続することで失った信頼を取り戻したいとの意向を示した。その後に開かれる予定だった所属する公営企業委員会へ出席しようとしたが、同委員会の理事が「辞職勧告を無視したまま議員として委員会で質問するのは納得しがたい」と抗議し、理事会を開けなくなったため、同委員会も開かれないまま流会した。議長との面会を終えて報道陣から取材を受けた木下は、「辞職を求める声」がある一方で「続けてほしいという声があるのも事実」と主張。また、車は事故後に処分しており、今後は免許を再取得せず運転はしない考えを示したが、無免許運転をした理由は警察が捜査中なので話せないとした。再選後のそれぞれ3か月分が支払われている費用については、議員報酬はボランティア団体に寄付したといい、政務活動費は都に返還するつもりであるとした。
11月22日、都議会の三宅茂樹議長に辞表を提出し、受理された。

## 無免許運転事故

### 事故で発覚した複数の容疑と本人の対応
2021年東京都議選期間中の7月2日午前7時半ごろに板橋区高島平3丁目の「高島平二丁目交差点」で車をバックさせて衝突事故を起こしていたこと、免許停止期間中の無免許状態であったことが、投票翌日の7月5日に報道された。この事故により車を運転していた50代の男性と同乗者の妻が軽傷を負った。
7月下旬、TBSの取材に応じて男性が証言した事故の詳細や再現映像がYouTubeで公開された。事故前、交差点の右折レーンで木下の車が先頭、男性の車が後続にいて右折待ちをしていた。交差点には右折専用の矢印信号が設置されているが、矢印が点灯しても動かない木下に向けて男性はクラクションを鳴らした。反応した木下の車は急後退して男性の車にぶつかってきた。次に信号が青になった途端、木下の車は右折待ちをすることなく交差点を直進していったため、「逃げられた」と思った男性の車も後を追って直進した。200メートルほど先の次の信号の手前で男性の車が追い越し、前に出て止めると木下の車も止まった。逃げたと断定して理由を聞いた男性に対し、木下は「逃げてない」と否定していたという。
事故後、警視庁はあて逃げの可能性も視野に入れて捜査を開始した。
木下はメディアの取材に「大きな事故ではまったくない」「2月ごろに免許停止になったが、事故当日は停止期間が終わったと勘違いをしていた」「選挙活動中で、選挙対策本部には（事故を起こしたことを）話したが、他には説明できていなかった」などのコメントを出した。これに対し、交通事故を専門の一つとする弁護士は新聞紙上で「免停期間中は免許証が取り上げられている状態のため、期間を勘違いしたという話はにわかに信じがたい」と指摘した。
同日午後、都民ファーストの会は木下を「当面の間、党員資格停止処分とする」と発表。同日夜には「除名処分」とすることを決定した。この日、木下は産経新聞の取材に対し、「仕事をしていくことで期待に応えたい」として議員辞職はしない考えを示した。7月6日、板橋区役所で行われた当選証書付与式を無断欠席した。木下は前日の除名処分の決定に対して弁明をしなかったため、都民ファーストの会は同日付で木下を正式に除名した。除名処分を受け、木下は7月7日までに一人会派である「SDGs東京」を立ち上げた。この件で小池は、7月9日の定例会見の際に「新しい会派を作るという出処進退の選択肢があることに私は大変驚いた」とコメントしている。
7月7日、小池は木下の問題について、報道陣の取材に「それは論外です。この後の対応の仕方についてもよく自分を律されることが重要だ」との思いを語った。同日、都民ファーストの会の荒木千陽代表は「出処進退についての熟考を求めたい」として、議員辞職を求める考えを示した。7月8日、木下は自身の公式サイトの各ページを取り下げ、「都民の皆様へ」と題し謝罪文のテキストだけを掲載。「捜査中の案件なので、弁護士の助言を受けて、それが整理された段階で説明したい」と記した。
7月9日、東京新聞が報じたところによると、木下の進退問題について、7月8日夕方までに都議会局や都選挙管理委員会に「辞職するべきだ」「給与が出るのはけしからん」など430件以上の抗議が寄せられたという。東京新聞はまた、7月14日、木下が謝罪文をホームページに載せただけで公の場に姿を現していないことに言及し、「説明責任を放棄している」と指摘。同記事でジャーナリストの鈴木哲夫は「謝罪文は一方的に出しているだけ。会見などで、負託を受けている有権者が思う『なぜ』に答えることができないのであれば、辞職するしかないだろう」とコメントした。

### 無免許運転常習の立件と検察による認定
9月17日、警視庁は自動車運転死傷処罰法違反（無免許過失運転致傷）や道路交通法違反（報告義務違反）の疑いで木下を書類送検した。また、警視庁による捜査の結果、木下が5月から6月の間にも都内で計6回の無免許運転をしていたことが防犯カメラの解析などから判明。道路交通法違反（無免許運転）容疑でも書類送検した。捜査関係者によると、起訴を求める「厳重処分」の意見がついたという。
11月19日、東京地検は都議選期間中などの計7回の無免許運転の罪で木下を在宅起訴した。自動車運転処罰法違反（過失運転致傷）を起訴猶予、道交法違反（報告義務違反）は容疑不十分でいずれも不起訴処分とした。
2022年1月25日、東京地裁で初公判が開かれ、木下は罪状認否の答弁において、無免許運転を7回したとされる道交法違反の起訴事実を認めた。この日、検察側が明らかにしたところによれば、木下は2021年4月から150日間の免許停止処分を受けており、
2017年から2021年の4年間で交通違反を12回、免許停止は4回目であった。検察側は、この違反歴をもって起訴事実以前に、「交通法規を順守する意識が欠落している」、「常習性がある」などとし、法令を順守する立場の都議でありながら「極めて悪質」とした上で懲役10月を求刑した。被告人質問では、無免許運転7回の中でも木下が主張する「6月末に選挙があり、ポスターの貼り替えは車でしかできませんでした」との理由に対し、2021年6月に車で都議会に行っていたことが検察側によって指摘された。また、木下は免許停止処分を受けた4月から原付バイクを、5月からは車の無免許運転を開始していたという。検察側から違反を重ねた理由を問われると「おっしゃるほどたくさんでしょうか」と聞き返す場面もあった。裁判官からは自身の運転適正について、違反を繰り返す前に顧みることはなかったのかと問われると、「免許停止期間を運転せず過ごしたり、罰金を払ったりすることで償いをしているものと認識を持っていました。」と当時の心境を述べた。
2月15日、東京地裁は木下に対し懲役10か月、執行猶予3年の有罪判決を言い渡した。

### 無免許事故発覚後に報じられた諸問題

#### 主要メディア等
産経新聞によると、木下の選挙応援に関わっていた板橋区議の南雲由子は、事故を起こした直後の木下から連絡を受け、警察署に誰かを来させてほしいと頼まれた際に、実際とは異なる「今回の事故で免許停止になった」との説明を受けたと言い、「全力で応援した分、心からショックを受けた」などと自身の公式サイトに記していたことが報じられた。
木下の選挙事務所において、板橋区議会議員を12期48年務めた故人の橋本祐幸による為書き（応援メッセージ）が貼り出されていたことについて、橋本の娘で木下と同じ板橋区から都議選に出馬し落選した橋本久美は無断使用であるとして抗議し、産経新聞の取材に対し「こんな人に負けたと思うと大変悔しい」と語ったことが報じられた。
同じ選挙区から出馬していた他の候補者たちの証言によると、選挙期間中に木下が自ら選挙カーを運転する姿が目立っていたことから、無免許事故発覚となる前の時点でその様子が不思議がられており、「『運転してくれるスタッフがいないのか』と候補者たちの間で話題になっていた」ようであると産経新聞が報じた。
東京都公安委員会は2021年11月12日、木下の違反の累積点数に基づき運転免許を取り消す行政処分を決定した。欠格期間は5年に設定された。道交法に定められた制度によって処分に先立つ「意見の聴取」の場が警視庁で用意されたが、指定のあった同日午前、木下は欠席していた。

#### その他
週刊文春
都民ファーストの会が除名処分を下した7月6日、木下は選対関係者に「この度の事故につきまして」と題するグループメッセージを送信。自民党関係者から情報を入手したという木下は、メッセージの中で「自民党が辞職キャンペーンを張っています。7/4より3ヶ月以内に辞職すれば、次点の候補者が繰り上げ当選できるためです。公民権停止となるような事案ではないので、本人を追い込む作戦とのこと。下村博文氏含む自民党3役が総力で号令を出しているが、3ヶ月でだめなら諦める。との話だそうです」と書き記した。また、除名処分に関して「昨晩都民ファーストの会本部に呼ばれ、幹部と話あいがもたれました。（略）私と党を切り離すため一旦『除名』処分となりましたが、自民党のキャンペーンのことなども承知で、うまく流れを回復できればとの話をされました」と述べ、逃げ切れば復党できるとの見解を示した。
東京スポーツ
木下は自身のSNSにオートバイで活動している様子を4月から掲載していたが、当該投稿をいずれも7月7日までに削除した。
SAKISIRU（サキシル）
木下の選挙スタッフが7月2日に公職選挙法違反に問われる可能性がある「20時以降のビラ配り」をしていた疑いが報じられている。
木下が選挙事務所で使用していた自身と小池百合子都知事の顔写真と名前が入った看板について、公職選挙法に定められた規格を大きく逸脱し、上述の20時過ぎのビラ配りよりも違法性が悪質と指摘されている。
木下は告示日から投票前日までの選挙運動期間中にFacebookに記事広告を出稿しており、公職選挙法違反（選挙期間中の候補者個人による有料ネット広告規制違反）が指摘されている。

### タイムライン
| 7月2日   | 午前7時半ごろ、板橋区高島平3丁目の交差点で車をバックさせて衝突事故を起こす。 |
| 7月4日   | 都議会板橋区選挙区より再選。                                                 |
| 7月5日   | 選挙期間中の無免許事故の報道。                                               |
| 7月5日   | 都民ファーストの会が木下を除名処分とすることを決定。                         |
| 7月6日   | 都民ファーストの会から正式に除名。                                           |
| 7月6日   | 一人会派である「SDGs東京」を立ち上げる。                                     |
| 7月23日  | 1度目の辞職勧告決議が都議会の臨時会にて全会一致で決議される。                |
| 9月17日  | 無免許過失運転致傷などの疑いで書類送検。                                     |
| 9月28日  | 都議会定例会が開会、2度目の辞職勧告決議が全会一致で決議される。              |
| 9月28日  | 木下がホームページ上で議員継続を表明。                                       |
| 10月4日  | 都議会の議長室に訪れるよう正副議長名義で「召喚状」が出される。               |
| 10月13日 | 都議会定例会が閉会、体調不良を理由に「召喚状」には応じず議会を欠席。         |
| 11月19日 | 無免許運転の罪で在宅起訴。                                                   |
| 11月22日 | 都議会議員を辞職。                                                           |
| 1月25日  | 初公判が開かれ起訴事実を認めた木下に対し、懲役10か月が求刑される。           |
| 2月15日  | 懲役10か月、執行猶予3年の有罪判決が言い渡された。                            |

## 人物
- シングルマザーとして働きながら娘を育てている[5]。
- 趣味は食べ歩き、旅行、カラオケ、スキー[4]。
- 高校時代の髪型は聖子ちゃんカットであったことが当時の写真とともにFNNによって報じられている[64]。また、FNNの取材に応じた高校の同級生の話によると、木下には語学堪能で成績優秀の印象があり、課外活動においても卒業アルバムの制作担当委員を買って出ては、写真集めや編集作業を取り仕切るなどしていたという[64]。

## 著書

### 共著
- 『地ブランド 日本を救う地域ブランド論』弘文堂（2006年）博報堂地ブランドプロジェクト 編著
- 『幸せの新しいものさし 一足先に次の豊かさを見つけた11人』PHP総研（2010年）博報堂大学幸せのものさし編集部著
- 『未来につなげる地方創生 23の小さな自治体の戦略づくりから学ぶ』日経BP（2016年）内閣府 地方創生人材支援制度 派遣者編集チーム 編